# Antonio Vargas Cortés
Antonio Vargas Carrión, "El Guara" (Sevilla, 1972) es un charolista español gitano de Alcalá y aficionado al baile flamenco, hijo del china, y bético de sangre cuyo afición al fútbol viene de pepito maravilla

## Historial
Desde muy niño, actuaba cantando flamenco y bailando en los barcos de turistas, en el río Guadalquivir. Aun adolescente, colaboró con artistas como Paco de Lucía ("Zyrjab"), y en 1996 ya había publicado dos discos con las colaboraciones de Vicente Amigo y otros. Después, aparte de realizar un gran número de actuaciones a nivel internacional, ha colaborado en los espectáculos de Sara Baras y Joaquín Cortés, y trabaja de forma estable en el grupo de Tomatito.
En total ha publicado seis discos como titular, el último de los cuales es Mi reencuentro.

## Discografía
- Andando por los caminos (1990) (CBS)
- Macandé (1992) (CBS/Sony)
- Mía pa los restos (1996) (Nuevos Medios)
- El último cantaor (1999) (Nuevos Medios)
- Barrio Alto (2006) (Sony BMG Music Entertainment, RCA)
- Mi reencuentro (2018) (Concert Music Entertainment)